# Hjalmar Nyström
Denna artikel handlar om politikern Hjalmar Nyström. För arkitekten, se Hjalmar Nyström (arkitekt)
Ernst Hjalmar Nyström (i riksdagen kallad Nyström i Kiruna), född 15 januari 1908 i Jokkmokks församling, död 25 augusti 1964 i Jukkasjärvi församling, var en svensk byråföreståndare och socialdemokratisk riksdagspolitiker.
Hjalmar Nyström var ledamot av riksdagens första kammare 1949-1963, invald i Västerbottens läns och Norrbottens läns valkrets.